# Sjundasjön
Sjundasjön är en sjö i Södertälje kommun i Södermanland och ingår i Trosaåns huvudavrinningsområde. Sjön har en area på 0,956 kvadratkilometer och ligger 24,1 meter över havet.

## Delavrinningsområde
Sjundasjön ingår i det delavrinningsområde (655347-158856) som SMHI kallar för Utloppet av Sjundasjön. Medelhöjden är 46 meter över havet och ytan är 6,16 kvadratkilometer. Räknas de 4 avrinningsområdena uppströms in blir den ackumulerade arean 14,3 kvadratkilometer. Vattendraget som avvattnar avrinningsområdet har biflödesordning 3, vilket innebär att vattnet flödar genom totalt 3 vattendrag innan det når havet efter 31 kilometer. Avrinningsområdet består mestadels av skog (76 procent). Avrinningsområdet har 1,62 kvadratkilometer vattenytor vilket ger det en sjöprocent på 12 procent.